# Dorna (bateau)

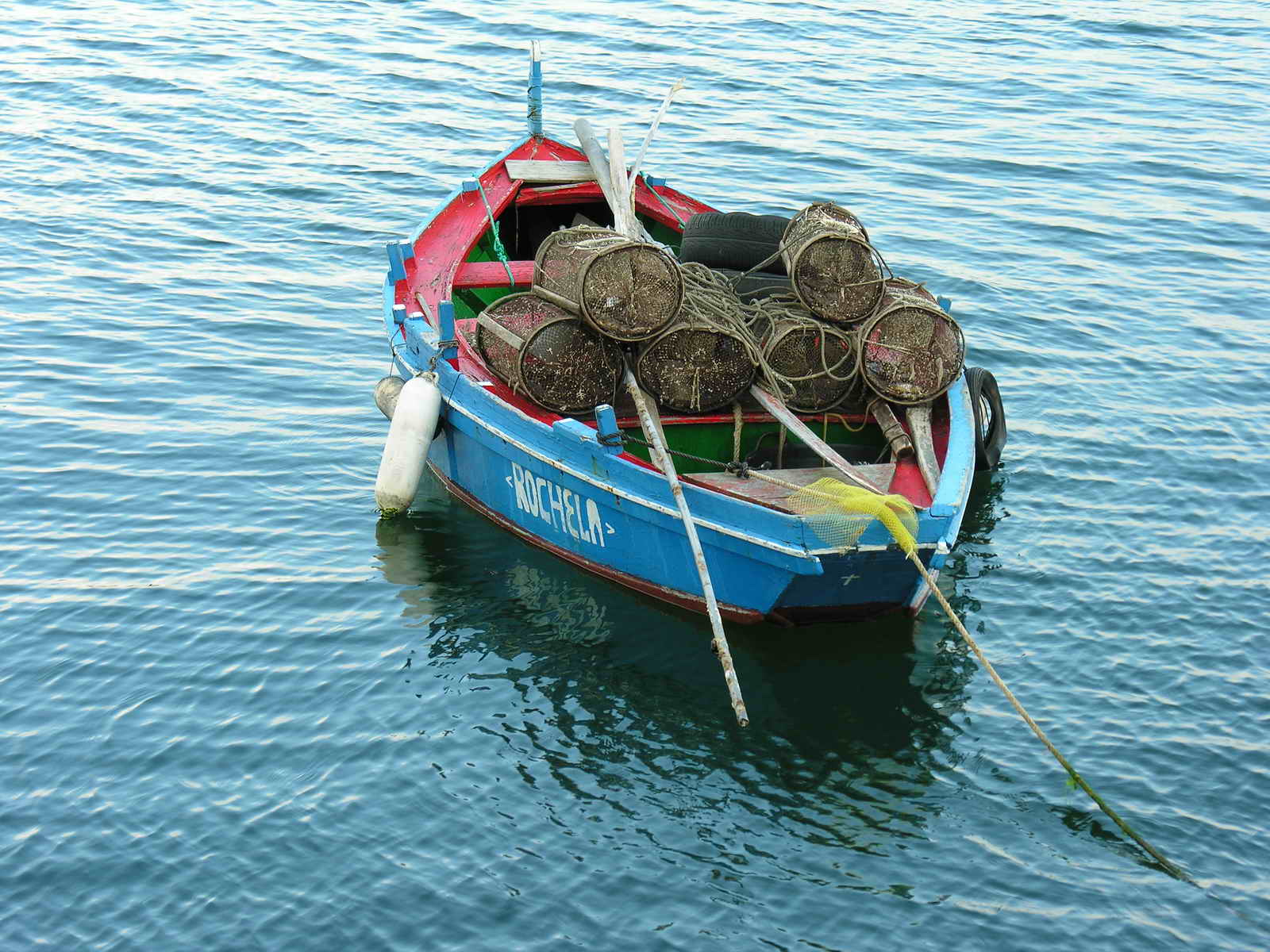
Une dorna chargée de nasas (pièges à poissons)

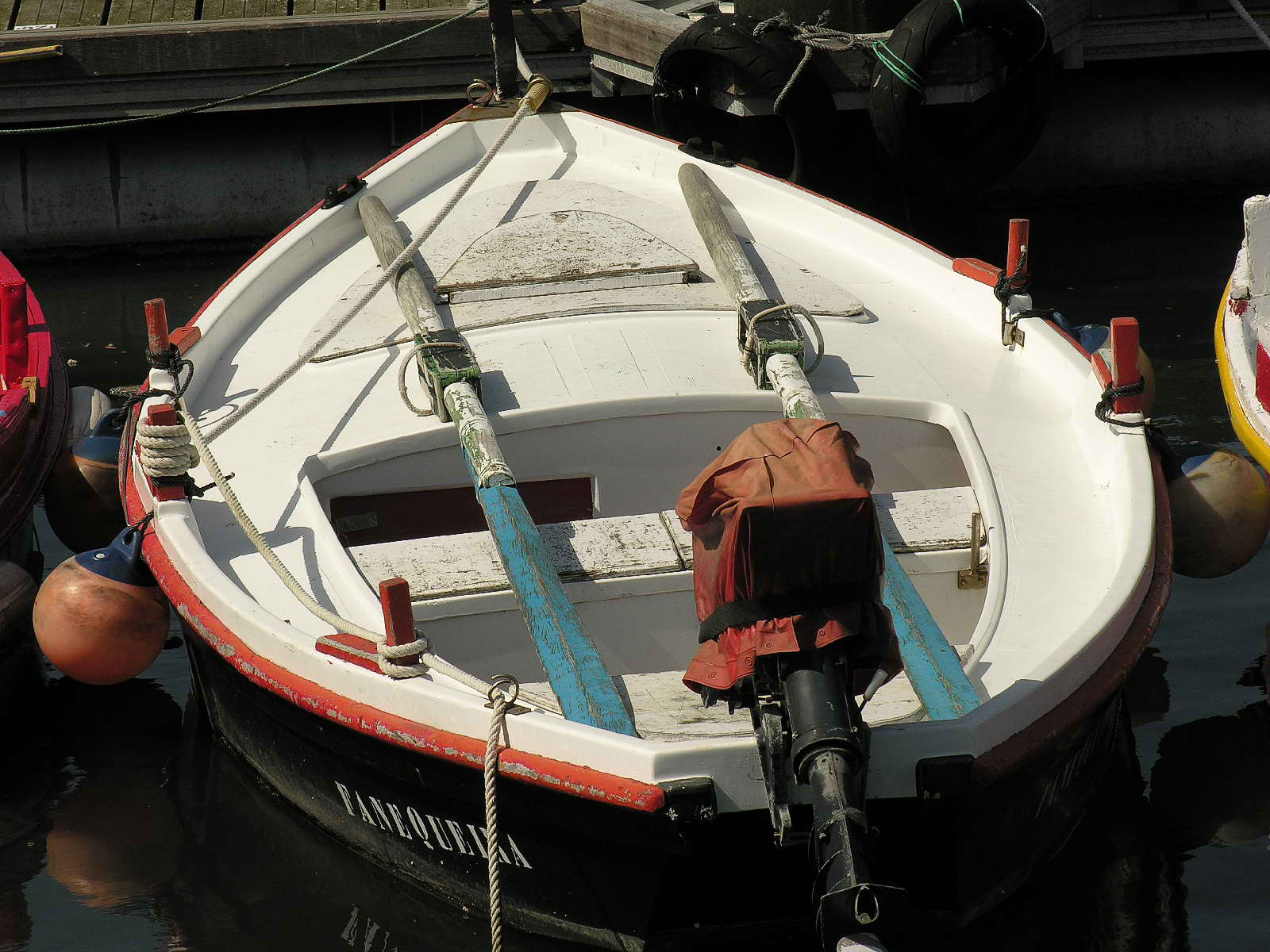
Une dorna à Ribeira, Galice

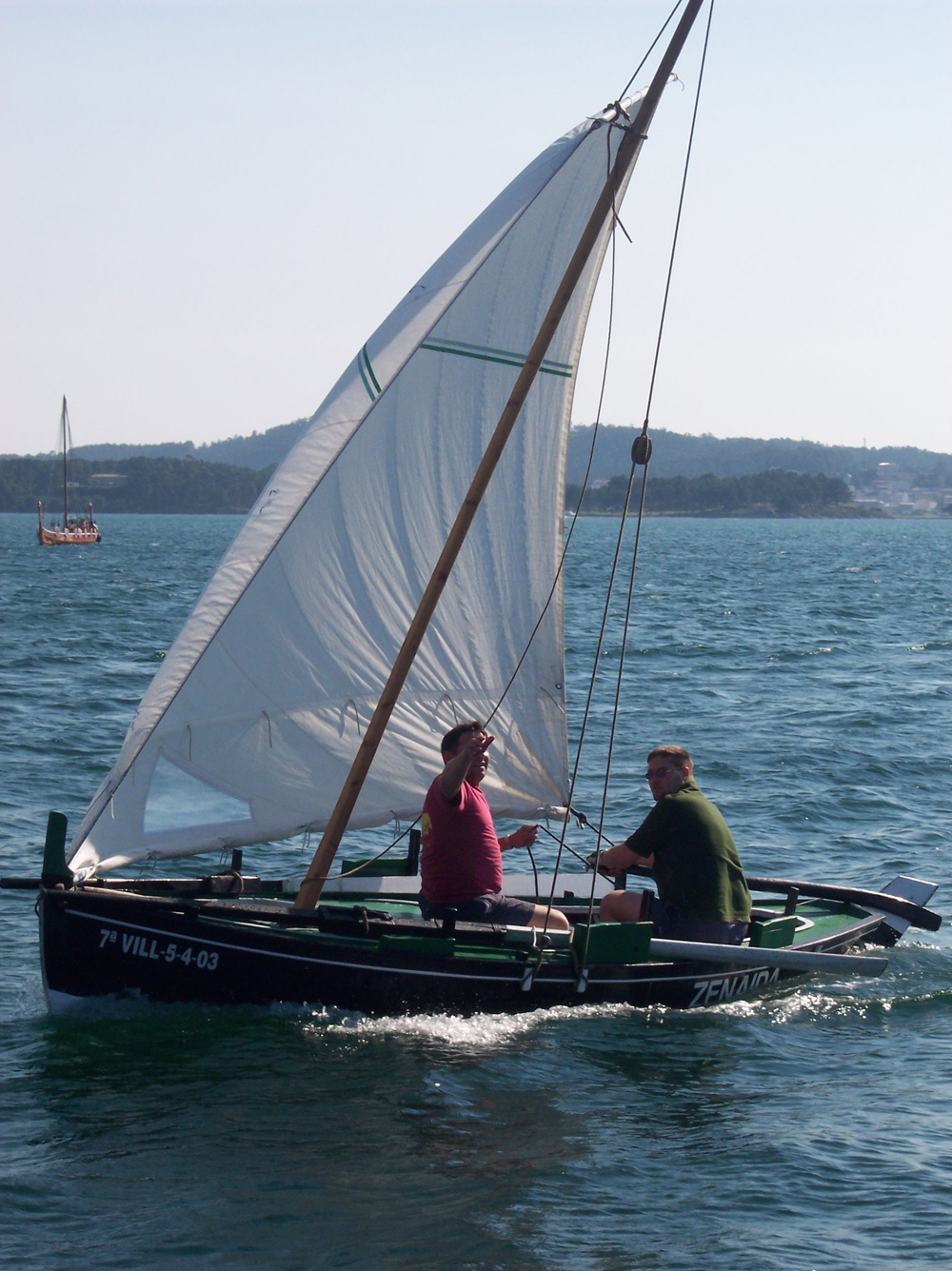
Dorna à voile

La dorna est un type de bateau de pêche spécifique aux Rías Baixas, un groupe de baies estuariennes en Galice, une région de la côte atlantique du nord-ouest de l'Espagne.
Il s'agit d'un bateau construit en bordages à clin, généralement d'environ 4,5 m de long et 1,5 m de large. L'équipage est composé d'au moins deux hommes : un skipper qui tient la barre (qui s'étend vers l'avant depuis la poupe sous la coque), et un matelot qui gère la voile d'avant. Il peut cependant avoir un équipage de trois ou quatre personnes. Il dispose des rames pour sa propulsion lorsqu'il n'y a pas de vent. Les bateaux modernes peuvent être équipés d'un moteur hors-bord auxiliaire. Le chercheur suédois Staffan Mörling et l'érudit galicien Xaquín Lorenzo ont suggéré que la conception du bateau s'inspirait de celle des « navires-dragons» vikings.